# Leon Pownall
Leon Pownall (født 26. april 1943 - død 2. juni 2006) var en canadisk skuespiller. Han var måske bedst kendt for sin rolle som McAllister i Døde poeters klub.